# Mauges-sur-Loire
Mauges-sur-Loire község Franciaország Loire mente régiójában, Maine-et-Loire megyében. Új községként 2015. december 15-én jött létre Beausse, Botz-en-Mauges, Bourgneuf-en-Mauges, La Chapelle-Saint-Florent, Le Marillais, Le Mesnil-en-Vallée, Montjean-sur-Loire, La Pommeraye, Saint-Florent-le-Vieil, Saint-Laurent-de-la-Plaine és Saint-Laurent-du-Mottay községek egyesítésével. Lakosainak száma 18 514 fő (2022. január 1.).

## Népesség
| Lakosok száma | 18 284 | 18 018 | 17 924 | 18 083 | 18 331 | 18 514 |
|               | 2017   | 2018   | 2019   | 2020   | 2021   | 2022   |